# Сбогом, мамо
„Сбогом, мамо“ е италианско-български игрален филм от 2010 г. Режисьорски дебют на Мишел Бонев, който ѝ носи награда от престижния кинофестивал във Венеция.

## Сюжет
С героинята Яна (Мишел Бонев) се запознаваме в края на 1960-те години. Изключена от българския национален отбор по волейбол, прогонена от дома си от втория си баща и лишена от подкрепата на собствената си майка, тя се превръща в жена без сърце. А това след време рефлектира върху децата ѝ. Само на 17 години, по-голямата ѝ дъщеря Елена (Марта Янева) прави опит за самоубийство. Опитът е неуспешен. Елена решава да замине за Италия, където след време се превръща в кинозвезда.
Далеч от България, тя продължава да носи със себе си любовта към по-малката си сестра Теодора (Надя Конакчиева), която години по-късно успява да откупи от майка си, за да я спаси от гротескните ѝ възпитателни методи.
Сестрите се обединяват около общата кауза да спасят баба си Мария (Татяна Лолова) от невъзможните условия за живот в старческия дом и от безхаберието на майка им.

## Полемика
Филмът предизвиква скандал в Италия, няколко министъра от правителството на Силвио Берлускони подават оставки след неяснотите около финансирането на филма.
Скандалът се пренася и в България във връзка с неяснотите около финансирането на груповото пътуване за фестивала на българската делегация – екипа от актьори, сътрудници и служители на Министерството на културата. Отделно започва кампания на остра критика от кинодейците, породена от наградата от фестивала.

## Награди
- Наградата „ДЕЙСТВИЕ В ПОЛЗА НА ЖЕНИТЕ“ (ACTION FOR WOMEN) в лицето на Мишел Бонев, (Венеция, Италия, 2010).